# Oleksandrivka, Trosteaneț
Oleksandrivka (în ucraineană Олександрівка) este localitatea de reședință a comunei Oleksandrivka din raionul Trosteaneț, regiunea Vinnița, Ucraina.

## Demografie
Componența lingvistică a localității Oleksandrivka
     Ucraineană (96,75%)
     Rusă (3,17%)
     Alte limbi (0,08%)
Conform recensământului din 2001, majoritatea populației localității Oleksandrivka era vorbitoare de ucraineană (96,75%), existând în minoritate și vorbitori de rusă (3,17%).